# Spark Unlimited
Spark Unlimited（スパークアンリミテッド)は、かつて存在したアメリカ合衆国のコンピュータゲーム会社。一部の元Medal of Honorシリーズの開発者たちにより2002年に設立され、2015年5月に閉鎖した。
以下は英語版記事からの抜粋である。

## 概要
Spark Unlimitedの最初のプロジェクトは、コール オブ デューティーシリーズの初のコンシューマー版であるコール オブ デューティ ファイネストアワーであった。次回作の「ターニング・ポイント」も同じくFPSであり、作中BGMも引き続きマイケル・ジアッチーノが担当していた。また、英語版記事によると、かつてSpark Unlimitedは「スター・ウォーズ バトルフロント3」を開発していたという噂がされていた時期があった。 
日本企業と共同制作した作品についてはカプコンのロストプラネット3、コーエーテクモゲームスのYAIBA: NINJA GAIDEN Zがある。

## 作品履歴
- コール オブ デューティー ファイネストアワー（Call of Duty：Finest Hour - 2004）
- ターニングポイント：フォールオブリバティー（Turning Point: Fall of Liberty） - 2008 日本未発売
- レジェンダリー（Legendary - 2008）
- ロストプラネット3 （Lost Planet 3 - 2013）
- YAIBA (YAIBA: NINJA GAIDEN Z - 2013）